# Estácio
 (décembre 2023).
Si vous disposez d'ouvrages ou d'articles de référence ou si vous connaissez des sites web de qualité traitant du thème abordé ici, merci de compléter l'article en donnant les références utiles à sa vérifiabilité et en les liant à la section « Notes et références ».
Estácio est un quartier de Rio de Janeiro au Brésil.
Il est nommé d'après Estácio de Sá, le fondateur de la ville de Rio de Janeiro.

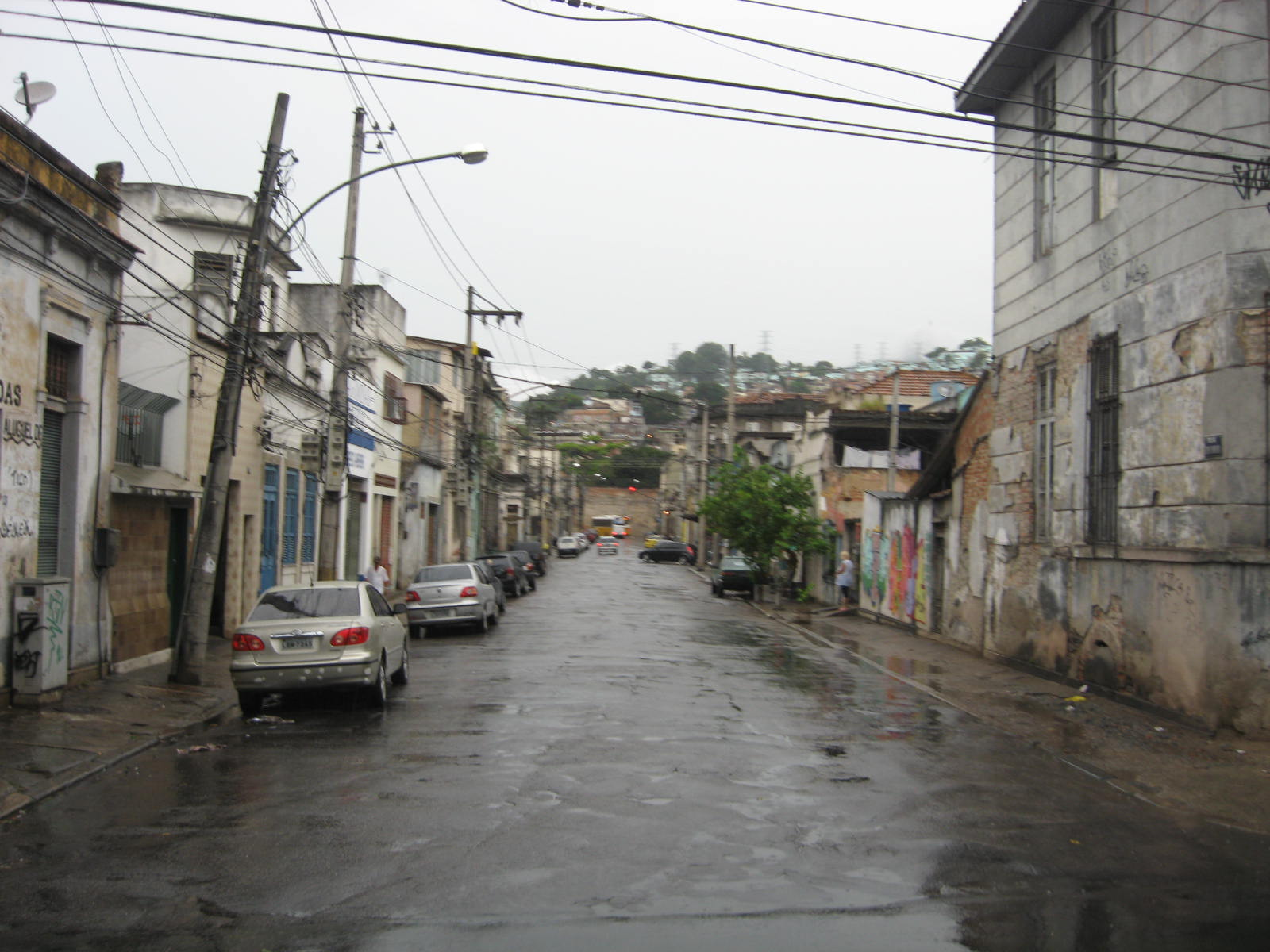
Un aspect du quartier en 2010.

Le quartier est desservi par la ligne 1 du métro de Rio de Janeiro (station Estácio).